# Ливан на летних Олимпийских играх 2000
Ливан принимал участие в Летних Олимпийских играх 2000 года в Сиднее (Австралия) в тринадцатый раз за свою историю, но не завоевал ни одной медали. Сборная страны состояла из 6 спортсменов (4 мужчины, 2 женщины), которые приняли участие в соревнованиях по лёгкой атлетике, тяжёлой атлетике, стрельбе и плаванию.

## Состав олимпийской сборной Ливана

### Стрельба
Спортсменов — 1
После квалификации лучшие спортсмены по очкам проходили в финал, где продолжали с очками, набранными в квалификации. В некоторых дисциплинах квалификация не проводилась. Там спортсмены выявляли сильнейшего в один раунд.
Мужчины
| Спортсмен | Соревнование | Квалификация | Место | Финал     | Место     | Всего | Место |
| --------- | ------------ | ------------ | ----- | --------- | --------- | ----- | ----- |
| Джо Салем | Трап         | 101          | 39    | Не прошёл | Не прошёл | 101   | 39    |